# Premutos
Premutos, el ángel caído es una de las películas gore que más ha dado que hablar; no por su defectuoso y atropellado argumento, sino por la cantidad y lo repugnante de los efectos especiales desplegados por el director Olaf Ittenbach, quien también ha trabajado como supervisor de efectos especiales en Bloodrayne, de Uwe Boll.

## Argumento
Mathias es un joven con muchos problemas. Desde hace unos días sufre terribles alucinaciones que le hacen ponerse en la piel de Premutos, un anti-Dios, un ángel caído antes que el mismísimo Lucifer. Éste tiene el poder de revivir a los muertos con una extraña y asquerosa poción de color amarillento, utilizada en diversos acontecimientos importantes como la resurrección de Cristo. El día del cumpleaños del padre de Mathias, mientras cavan un agujero para plantar un árbol, se encuentran un libro donde se cuenta toda la historia de Premutos y unos botecitos con aquel líquido viscoso. Mathias, por error, bebe de uno de ellos, se transforma en Premutos y provoca la resurrección en masa de todos los muertos del pueblo. Por suerte, el padre de Mathias es un fanático de las armas y, atrincherándose en su casa junto con unos amigos que están de visita, consigue acabar con una gran cantidad de muertos vivientes antes de que algunos de ellos terminen por descuartizarlo.
Tan sólo Hugo y Tanja, quienes vivían el amor en silencio, logran sobrevivir a la masacre.
- Datos: Q1414203